# Blekinge läns sanatorium

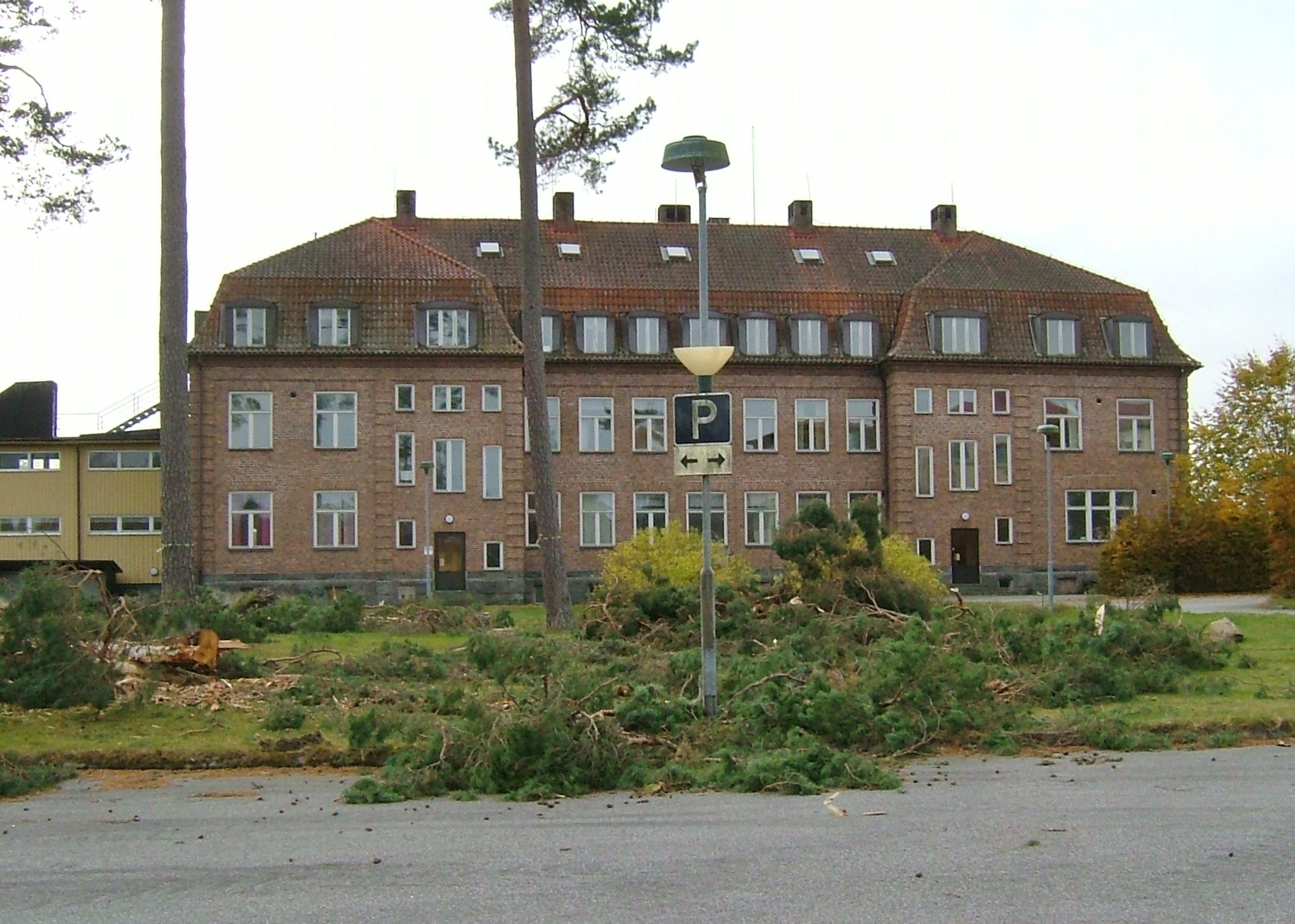
F.d. Blekinge läns sanatorium i Fur.

Blekinge läns sanatorium (Furs sanatorium) låg i norra Fur strax öster om sjön Västersjön i Sillhövda socken i dagens Karlskrona kommun nära gränsen till Emmaboda kommun.
Efter nedläggningen har den hyst skiftande verksamheter, som vandrarhem och asylboende (bland annat 2015−17). Anläggningen ägdes av Blekinge läns landsting fram till 2004.

## Historia
År 1905 bildades Blekinge läns förening mot tuberkulos, en länsförening inom Nationalföreningen mot tuberkulos, bildad 1904. Föreningen började tidigt planera för ett sanatorium för länets många tuberkulossjuka. För 5 500 kronor köpte länsföreningen av hemmansägaren Alfred Jonasson 22 tunnland i Fur. Man beslöt sig för att följa arkitekten Ernst Stenhammars ritningar. Byggmästare Svante Svensson fick uppdraget att bygga sanatoriet. Arbetet gjorde han oegennyttigt, arvodet efterskänktes till länsföreningen.
Sommaren 1906 köpte man två mangårdsbyggnader i Eringsboda. Dessa flyttades mödosamt till Fur. Transporten skedde med oxspann. Sanatoriet invigdes 1909 men ekonomin blev allt sämre. Lånen i diverse banker översteg 100 000 kronor. Föreningen beslöt sig då skänka sanatoriet till Blekinge läns landsting, men landstingsmötet 1909 tackade nej till den erbjudna gåvan. Efter att statsbidrag utgått i juli 1910 mottog landstinget tacksamt gåvan och från 1 januari 1911 fick landstinget full äganderätt till ett komplett sanatorium  med statsbidrag till en kostnad av 99 000 kronor.

## Byggnaderna
Den första sanatoriebyggnaden bestod av två sammanbyggda träbyggnader med trappor på gavlarna och ligghallar i mitten. Sanatoriet hade då 47 vårdplatser. Redan 1916 utökades antalet med 12. Ett pampigt trähus för överläkaren byggdes också. 
1929–30 byggdes kontorsvillan, året efter mellanvillan. I kontorsvillan bodde husmor och överläkaren i varsin våning på plan 2. Ovanför dessa bodde studenter i varsitt rum, med gemensamma utrymmen som tekök och tvätt. På bottenvåningen har det varit klassrum för de tuberkulossjuka barnen, och senare kontor, telefonväxel, bank och post. Senare även livsmedelsaffär. Blev privatbostäder 2008. 
Efter skeppsredaren och kaptenen Johan Ingemanssons storslagna donation till sjukvården i Blekinge byggdes 1924 den Ingemanssonska paviljongen varefter sanatoriet hade 118 vårdplatser. Denna paviljong uppfördes i tegel med stadsarkitekten Alfred Hellerström från Helsingborg som upphovsman. Sedan följde etappvisa utökningar, bland annat Barnpaviljongen 1941 med 58 nya vårdplatser. Till detta kom i mitten av 1940-talet en statligt  bekostad E-paviljong för tuberkulösa f.d. koncentrationslägerfångar. Som mest hade sanatoriet över 200 vårdplatser för tuberkulossjuka. Tuberkulosvården avvecklades successivt och sanatoriet omvandlades till lungklinik, som först 1991 flyttade in till Centrallasarettet i Karlskrona.

## Överläkare
- Herman Jakobsson (1909-1911)
- Arvid Labatt (1911-1913)
- Johan Norfelt (1913-1914)
- John Reutherborg (1915-1938)
- Nils Levin (1939-1947)
- Rolf Ardell (1948-1968)
- Carl Ryde (1969-1974)
- Vladimir Nemcek (1974-1991)